# Karabinek ČZW-556
Karabinek ČZW-556 – czeski karabinek automatyczny kalibru 5,56 mm. Dzięki swojej konstrukcji karabinek jest bardzo celny nawet przy strzelaniu ogniem ciągłym. Broń jest modułowa i istnieje możliwość szerokiej modyfikacji. Karabinek posiada szynę do montażu dodatkowych akcesoriów. 